# Македонський Іван Іванович
Іван Іванович Македонський  (нар. 17 червня 1942, місто Болград, тепер Одеської області) — український діяч, голова Болградської райдержадміністрації Одеської області. Народний депутат України 1-го скликання (у 1990—1992 роках).

## Біографія
Народився у родині робітника.
У 1957—1962 роках — студент Мелітопольського інституту механізації сільського господарства, інженер-механік.
У 1962—1963 роках — головний інженер колгоспу «Дружба» Олександрійського району Кіровоградської області.
У 1963—1966 роках — служба в Радянській армії.
У 1966—1968 роках — старший інженер-технолог Болградського районного об'єднання «Сільгосптехніка» Одеської області.
Член КПРС з 1967 по 1991 рік.
У 1968—1970 роках — головний інженер, керуючий Криничанського відділення Болградського районного об'єднання «Сільгосптехніка» Одеської області.
У 1970—1985 роках — головний інженер-механік, начальник Болградської спеціалізованої пересувної механізованої колони № 3 тресту «Одесаспецсільгоспмонтаж» Одеської області.
Закінчив Вищу партійну школу при ЦК КПУ, економіст-викладач філософії і економіки.
У 1985—1991 роках — 2-й, 1-й секретар Болградського районного комітету КПУ Одеської області.
У 1990—1991 роках — голова Болградської районної Ради народних депутатів Одеської області. У 1991—1992 роках — голова Болградської районної Ради і голова виконкому Болградської районної Ради Одеської області.
4.03.1990 обраний Народним депутатом України, 1-й тур 58.60 % голосів, 2 претендентів. Голова підкомісії Комісії ВР України з питань державного суверенітету, міжреспубліканських і міжнаціональних відносин. Склав повноваження 18.06.1992 року у зв'язку з призначенням Представником Президента України.
У квітні 1992 — липні 1994 року — Представник Президента України в Болградському районі Одеської області.
У листопаді 1996 — 25 липня 2002 року — голова Болградської районної державної адміністрації Одеської області.
Потім — на пенсії. Голова Одеської обласної організації профспілки працівників агропромислового комплексу України (АПК).

## Нагороди
- медалі
- державний службовець України IV-го рангу (1.07.2002)[4]